# Lophosyllis maculata
Lophosyllis maculata är en ringmaskart som beskrevs av Sars 1867. Lophosyllis maculata ingår i släktet Lophosyllis och familjen Syllidae. Inga underarter finns listade i Catalogue of Life.